# Макије (Кампобасо)
Макије је насеље у Италији у округу Кампобасо, региону Молизе.
Према процени из 2011. у насељу је живело 122 становника. Насеље се налази на надморској висини од 653 м.